# 特発性ステロイド性骨壊死症
特発性ステロイド性骨壊死症とは、ステロイドを長期にわたって服用し続けた結果、大腿骨頭、上腕骨頭、大腿骨下部などに骨壊死が生ずる疾患。
ただし、長期服用しても発病しないこともあり、この病気の原因は未だ解明されていない。

## 原因
基本的にはステロイドの長期服用だが、まだ正確なデータは取れていない。

## 病状
大腿骨頭、上腕骨頭、大腿骨下部などが骨壊死し、初期は可動部を動かした際に関節に痛みが生じ、悪化するにつれて安静時も痛みを感じるようになる。

## 治療
基本的には経過観察、保存的治療のみである。が、悪化している場合は手術など外科的治療が必要になる。骨の圧潰を防ぐために骨切り術・骨移植術によって手術したり、重症の場合は人工骨頭、人工関節によって手術する。